# Шершавое многообразие
Шершавое или несглаживаемое многообразие — топологическое многообразие, не допускающее гладкой структуры.
Более точно, топологическое многообразие не гомеоморфное никакому гладкому многообразию.

## Примеры
- E8-многообразие
- Возьмём {\displaystyle 4k}-мерное многообразие Милнора {\displaystyle W^{4k}}, {\displaystyle k>1}; {\displaystyle W^{4k}} параллелизуемо, его сигнатура равна {\displaystyle 8}, и его край {\displaystyle M=\partial W^{4k}} гомотопически эквивалентен сфере {\displaystyle S^{4k-1}}. Подклейка к {\displaystyle W^{4k}} конуса {\displaystyle C(M)} к {\displaystyle \partial W^{4k}} приводит к пространству {\displaystyle P^{4k}}. При этом, так как {\displaystyle M} есть кусочно-линейная сфера (см. обобщенная гипотеза Пуанкаре), то {\displaystyle C(M)} кусочно-линейный шар, так что {\displaystyle P^{4k}} — кусочно-линейное многообразие. С другой стороны, {\displaystyle P^{4k}} есть шершавое многообразие, так как его сигнатура равна 8, а сигнатура гладкого почти параллелизуемого (то есть параллелизуемого после выкалывания точки) {\displaystyle 4k}-мерного многообразия кратна числу {\displaystyle \sigma _{k}}, экспоненциально растущему с ростом {\displaystyle k}.
  - В частности, из этого следует, что многообразие {\displaystyle M} не диффеоморфно сфере {\displaystyle S^{4k-1}}.

## Критерий сглаживаемости кусочно-линейного многообразия
Пусть {\displaystyle O_{n}} — ортогональная группа, a {\displaystyle PL_{n}} — группа сохраняющих начало кусочно-линейных гомеоморфизмов {\displaystyle \mathbb {R} ^{n}}.
Включение {\displaystyle O_{n}\to PL_{n}} индуцирует расслоение {\displaystyle BO_{n}\to BPL_{n}}, где {\displaystyle BG} — классифицирующее пространство группы {\displaystyle G}.
При {\displaystyle n\to \infty } получается расслоение {\displaystyle p:BO_{n}\to BPL_{n}}, слой которого обозначается через {\displaystyle M/O}.

Кусочно-линейное многообразие {\displaystyle X} обладает линейным стабильным нормальным расслоением {\displaystyle \nu }, классифицируемым отображением {\displaystyle \nu :X\to BPL_{n}}.

Если же {\displaystyle X} является гладким (сглаживаемым) многообразием, то оно обладает векторным стабильным нормальным расслоением {\displaystyle {\bar {\nu }}}, классифицируемым отображением {\displaystyle {\bar {\nu }}:X\to BO_{n}}, причем {\displaystyle p\circ {\bar {\nu }}=\nu }.
Это условие также и достаточно, то есть
- Замкнутое кусочно-линейное многообразие {\displaystyle X} сглаживаемо тогда и только тогда, когда его кусочно-линейное стабильное нормальное расслоение допускает векторную редукцию, то есть когда отображение {\displaystyle \nu :X\to BPL_{n}} «поднимается» в {\displaystyle BO_{n}} (то есть существует такое {\displaystyle {\bar {\nu }}:X\to BO_{n}}, что {\displaystyle p\circ {\bar {\nu }}=\nu }).